# Aleksandr Franckiewicz
Aleksandr Iwanowicz Franckiewicz (Александр Иванович Францкевич, ur. 25 sierpnia?/6 września 1860, zm. 1919) – rosyjski wojskowy, inżynier mechanik, współbudowniczy okrętów floty carskiej.

## Życiorys
Urodził się w guberni połtawskiej. W 1882 roku ukończył wyższą oficerską szkołę techniczną w Kronsztadzie. Jako oficer mechanik służył między innymi na krążowniku „Minin” w czasie rejsu na Daleki Wschód i nadzorował wymianę kotłów tego okrętu na wodnorurkowe systemu Belleville'a. Od 1892 roku był odpowiedzialny za nadzór nad konstrukcją zamówionych w Wielkiej Brytanii urządzeń napędowych dla pancernika obrony wybrzeża „Admirał Uszakow”, następnie wszedł w skład komisji odbiorczej cesarskiego jachtu „Sztandart” oraz był szefem komisji odbiorczej lodołamacza „Nadieżnyj”. Obie jednostki budowała duńska stocznia Burmeister & Wain.
W 1898 roku został wysłany do Filadelfii, gdzie wszedł w skład komisji nadzorującej budowę pancernika „Retwizan” i krążownika „Wariag” przez stocznię William Cramp & Sons. W lutym 1901 roku został mianowany starszym mechanikiem na „Retwizanie” i pełnił tę funkcję do stycznia 1903 roku. W 1905 roku awansował do stopnia podpułkownika, w 1908 pułkownika korpusu inżynierów mechaników. Był konstruktorem w stoczni Admiralicji w Petersburgu, współpracował przy budowie pierwszego rosyjskiego drednota „Gangut”, zwodowanego w 1911 roku. Od 1913 roku był generałem-majorem korpusu inżynierów-mechaników, z przyporządkowaniem do marynarki wojennej. We wrześniu 1917 roku objął obowiązki głównego inżyniera mechanika stoczni Admiralicji.
Był odznaczony między innymi Orderem św. Włodzimierza III i IV klasy.
Zmarł w wyniku zapalenia płuc w połowie 1919 roku.